# 유엔 사무국

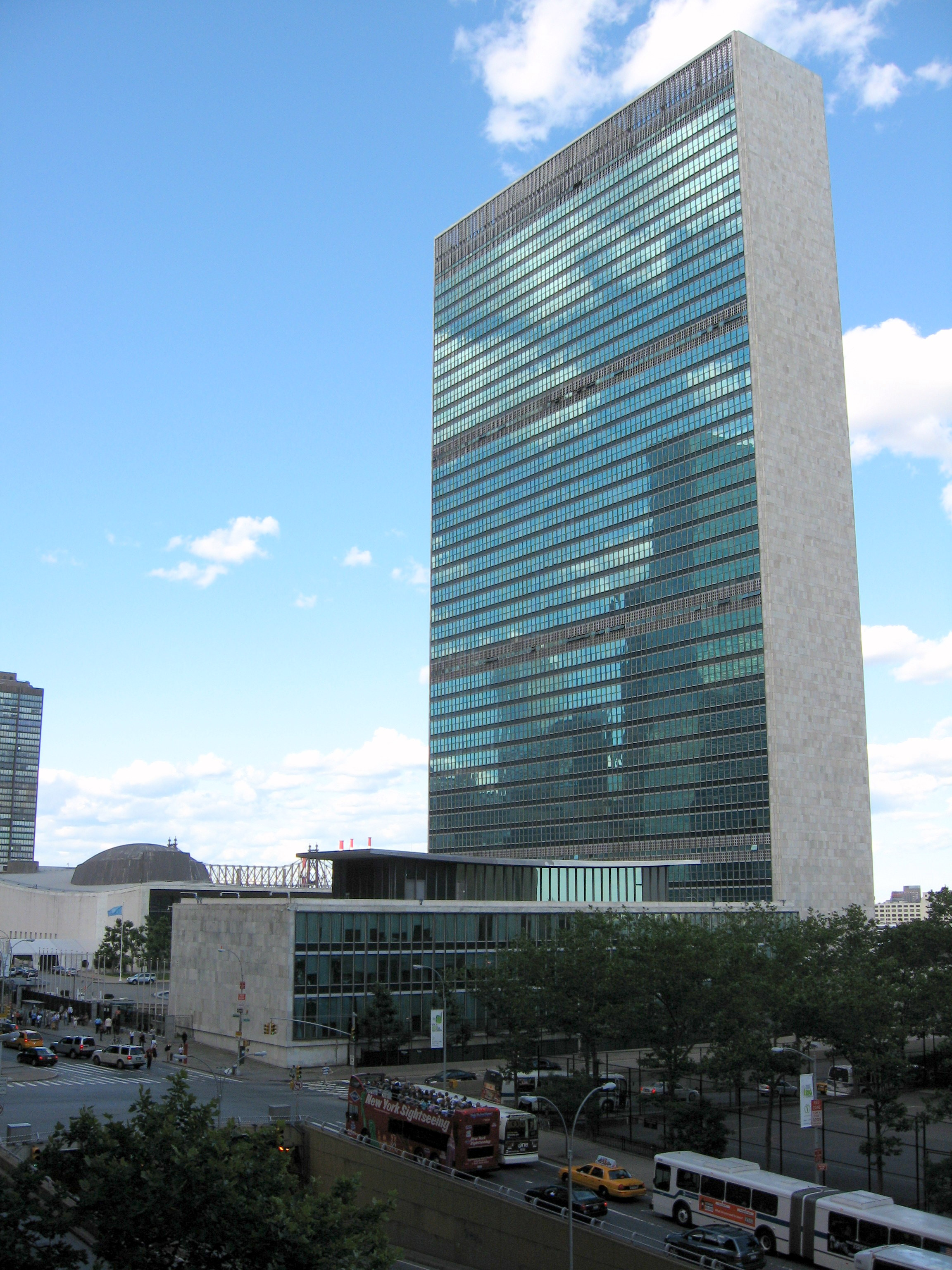
유엔 사무국 건물

유엔 사무국 또는 국제 연합 사무국(國際聯合事務局, 영어: United Nations Secretariat, 프랑스어: Secrétariat des Nations unies)은 유엔의 주요 기구의 하나이며 부서별로 조직되어 있다, 전 세계적으로 국제 공무원들이 직원으로 활동하고 있는 유엔 총회 산하의 소속 기관이다. 유엔의 운영과 사무를 총괄한다. 본부는 미국 뉴욕에 있고 스위스 제네바, 오스트리아 빈, 케냐 나이로비에 사무소를 두고 있다.

## 유엔 사무국 구성

### 본부[1]
뉴욕 사무국빌딩(Secretariat Building)은 제2차 세계대전 후 존 데이비슨 록펠러 주니어(John Davison Rockfeller Jr.)가 기증한 850만 달러 상당의 부지에 1951년 완공되었으며, 사무국 주변에 국제연합 총회빌딩(General Assembly Building), 함마르셸드도서관(Hammerskjöld Library), UN공원(UN Gardens) 등이 있다.

#### 뉴욕 본사 사무실 및 부서[2][3]
사무 총장 사무실(Executive Office of the Secretary-General)
내부감사실(OIOS: Office of Internal Oversight Services)
법률실(OLA: Office of Legal Affairs)
정무국(DPA: Department of Political Affairs)
군축실(ODA: Office for Disarmament Affairs)
평화유지활동국(DPKO: Department of Peacekeeping Operations)
현장지원국(DFS: Department of Field Support)
인도적지원조정실(OCHA: Office for the Coordination of Humanitarian Affairs)
경제사회국(DESA: Department of Economic and Social Affairs)
총회/회의 운영국(DGACM: Department for General Assembly and Conference)
공보국(DPI: Department of Public Information)
안전/보안국(DSS: Department of Safety and Security)
관리국(DM:Department of Management)

### 사무소
국제연합의 유럽 본부인 제네바 사무국은 국제연합의 전신인 국제연맹(League of Nations)의 본부 사무국이었다. 1936년 팔레데나시옹(Palais des Nations, Palace of Nations) 건물이 완공되면서 유럽 내 국제회의의 중심지로서 자리를 잡았다. 인권, 보건, 무역, 노동을 중심으로 한 국제기구가 소재하고 있으며, 국제연합 회의의 2/3가 제네바에서 개최된다.
빈 사무국은 국제원자력기구(IAEA), 국제돈세탁정보통신망(IMOLIN), 국제마약감시기구(INCB), 포괄적핵실험금지조약준비기구(CTBT), 국제상거래법위원회(UNCITL), 유엔산업개발기구(UNIDO), 유엔우주업무사무국(UNOOSA), 유엔마약범죄사무소(UNODC) 등 8개 기관의 본부가 소재하고있다.
나이로비 사무국은 유엔환경계획(UNEP)과 유엔인간정주계획(UN-HABITAT)의 2개 기관 본부가 소재하고 있다. 국장실(Office of the Director-General)에서 UNON의 활동 전반을 담당하고 있으며, 예산재정관리서비스(BFMS)에서 재정자원을 운영하고 UNON과 UNON 내 국제기구에게 회계정보를 제공한다. 매년 UNON에서 동아프리카 모의 국제 연합회의가 열린다.

### 유엔 지역 위원회[7]
태국 방콕 - 아시아 태평양 경제 사회 위원회(ESCAP: Economic and Social Commission for Asia and the Pacific)
레바논 베이루트 - 서 아시아 경제 사회 위원회(ESCWA: Economic and Social Commission for Western Asia)
에티오피아 아디스 아바바 - 아프리카 경제 위원회(ECA: Economic Commission for Africa)
스위스 제네바 - 유럽 경제 위원회(ECE: Economic Commission for Europe)
칠레 산티아고 - 중남미 경제 위원회(ECLAC: Economic Commission for Latin America and the Caribbean)

## 역대 사무총장
1. 트뤼그베 리 (노르웨이) 1946년 2월 - 1952년 11월
2. 다그 함마르셸드 (스웨덴) 1953년 4월 - 1961년 9월
3. 우 딴 (버마) 1961년 11월 - 1971년 12월
4. 쿠르트 발트하임 (오스트리아) 1972년 - 1981년
5. 하비에르 페레스 데 케야르 (페루) 1982년 - 1991년
6. 부트로스 부트로스 갈리 (이집트) 1992년 1월 - 1996년 12월
7. 코피 아난 (가나) 1997년 1월 - 2006년 12월 31일
8. 반기문 (대한민국) 2007년 1월 1일 - 2016년 12월 31일
9. 안토니우 구테흐스 (포르투갈) 2017년 1월 1일 - 현재

사무총장은 사무국의 직원들을 임명하거나 결성한다. 유엔 헌장은 사무총장이 가능한 한 많은 회원국들로부터 직원들을 선택하도록 하고 있다. 사무국에 고용되어 있는 직원들은 변호사, 경제학자, 회계사, 수학자, 통역 등을 포함한다. 사무국의 직원들은 다른 가맹국들로부터 명령을 따를 수 없다.

## 같이 보기
- 유엔 총회
- 유엔 안전보장이사회
- 유엔 경제사회이사회
- 유엔 신탁통치이사회
- 국제사법재판소